# Meiocampa
Meiocampa es un género de dipluros en la familia Campodeidae. Existen por lo menos cinco especies descriptas en Meiocampa.

## Especies
Estas cinco especies pertenecen al género Meiocampa:
- Meiocampa arizonica Bareth and Conde, 1958 i c g
- Meiocampa hermsi Silvestri, 1933 i c g
- Meiocampa mickeli Silvestri, 1933 i c g
- Meiocampa newcomeri Silvestri, 1933 i c g
- Meiocampa wilsoni (Silvestri, 1912) i c g

Fuentes de datos: i = ITIS, c = Catalogue of Life, g = GBIF, b = Bugguide.net